# Вельзевул
Веельзеву́л или Вельзеву́л (от др.-евр. בעל זבוב‬ [Баал-Зeбуб] «повелитель мух» или, по другой версии, от Баал-Зебу́л — эпитета западносемитского бога Ба́лу, который подвергся пейоративному искажению) — имя главы (князя) демонов в Новом Завете.
Мф. 12:24: Фарисеи же, услышав сие, сказали: Он изгоняет бесов не иначе, как силою веельзевула, князя бесовского.
Лк. 11:1: Некоторые же из них говорили: Он изгоняет бесов силою веельзевула, князя бесовского.
В Ветхом Завете (например, 4Цар. 1:2) это название ассиро-финикийского божества Баалзевув (Баал-Зебуб), одного из олицетворений Баала. Имя Вельзебуб, принявшее форму Вельзевул (нигде не встречающуюся в еврейской литературе) — есть видоизменённое имя экронского (в Синодальном переводе — аккаронского) бога Баал-Зебуба. Имя это обыкновенно переводится (чему соответствуют переводы и Септуагинты и Флавия): «Владыка мух». Иероним также читает и переводит это имя «dominus muscarum» (с лат. — «Господин мух»).
В Новом Завете это синоним «нечистого духа». В католицизме считается, что небесным противником Вельзевула является святой Франциск.

## Этимология
В Септуагинте упоминается как Ваалзевув (Βααλζεβούβ) и как Βααλ μυῗαν, «Баал мух»; за каноническое имя принят вариант Симмаха Эвионита — Веельзевул (Βεελζεβοὺλ), буквально «повелитель мух». Вероятно, древнееврейская форма бааль-зевув, упоминаемая в Ветхом Завете, — дисфемизм, чтобы избежать упоминания языческого божества. Реконструированная форма бааль-зевуль соответствует значению слова זבול «зевуль» в 3Цар. 8:13, то есть «возвышенный владыка». В отличие от греческих Евангелий, в Пешитте и Вульгате используется имя Веельзевув (ܒ݁ܥܶܠܙܒ݂ܽܘܒ݂, Beelzebub). Следуя примеру Вульгаты, в переводах на все остальные европейские языки также использовалось имя Beelzebub.

## Упоминания в Ветхом Завете
Упоминается в Ветхом Завете как божество филистимлян, почитаемое в Аккароне (Экроне). В 4Цар. 1:2—4 говорится следующее:
Охозия же упал чрез решётку с горницы своей, что в Самарии, и занемог. И послал послов, и сказал им: пойдите, спросите у Веельзевула, божества Аккаронского: выздоровею ли я от сей болезни?
Тогда Ангел Господень сказал Илии Фесвитянину: встань, пойди навстречу посланным от царя Самарийского и скажи им: разве нет Бога в Израиле, что вы идёте вопрошать Веельзевула, божество Аккаронское? За это так говорит Господь: с постели, на которую ты лёг, не сойдёшь, но умрёшь.

## Упоминания в Евангелии
В качестве князя бесов упоминается в Евангелии; в частности Мф. 12:23—24:
И дивился весь народ и говорил: не Сей ли Христос, Сын Давидов? Фарисеи же, услышав сие, сказали: Он изгоняет бесов не иначе, как силою веельзевула, князя бесовского.
Сходный текст также в Лк. 11:15: «Некоторые же из них говорили: Он изгоняет бесов силою веельзевула, князя бесовского».
Упоминается в Евангелие от Матфея: «Если хозяина дома назвали вельзевулом, не тем ли более домашних его?» (Мф. 10—25).

## Место в классификации демонов
В XVI веке немецкий инквизитор П. Бинсфельд составил классификацию демонов по семи смертным грехам. В ней Вельзевул олицетворял чревоугодие, обжорство. В 1801 году иная классификация была составлена английским оккультистом Ф. Барретом. В ней Вельзевул является символом ложных богов.

## В массовой культуре
- «Вельзевул[англ.]» — мексиканский фильм ужасов 2017 года[13].
- Beelzebub — японская манга и аниме-сериал[14].